# Cimolichthys
Cimolichthys es un género extinto de depredadores nectónicos de entre 1,5 y 2 m de longitud, perteneciente al orden Aulopiformes.

## Descripción
Aunque los parientes vivos más cercanos de Cimolichthys son los demás miembros del orden Auloipiformes, los organismos actuales más parecidos serían lucios de muy gran tamaño. Sus cuerpos estaban cubiertos por escudos grandes y pesados. Presentaban mandíbulas bajas y estrechas  con varias series de dientes. En los especímenes hallados se han encontrado restos de peces y calamares semidigeridos. Vivieron en el Cretácico Superior, entre el Cenomaniense y el Maastrichtiense.

## Distribución
Se han encontrado fósiles de Cimolichthys en estratos cretácicos de América del Norte (Canadá y Estados Unidos) y Europa.

## Galería

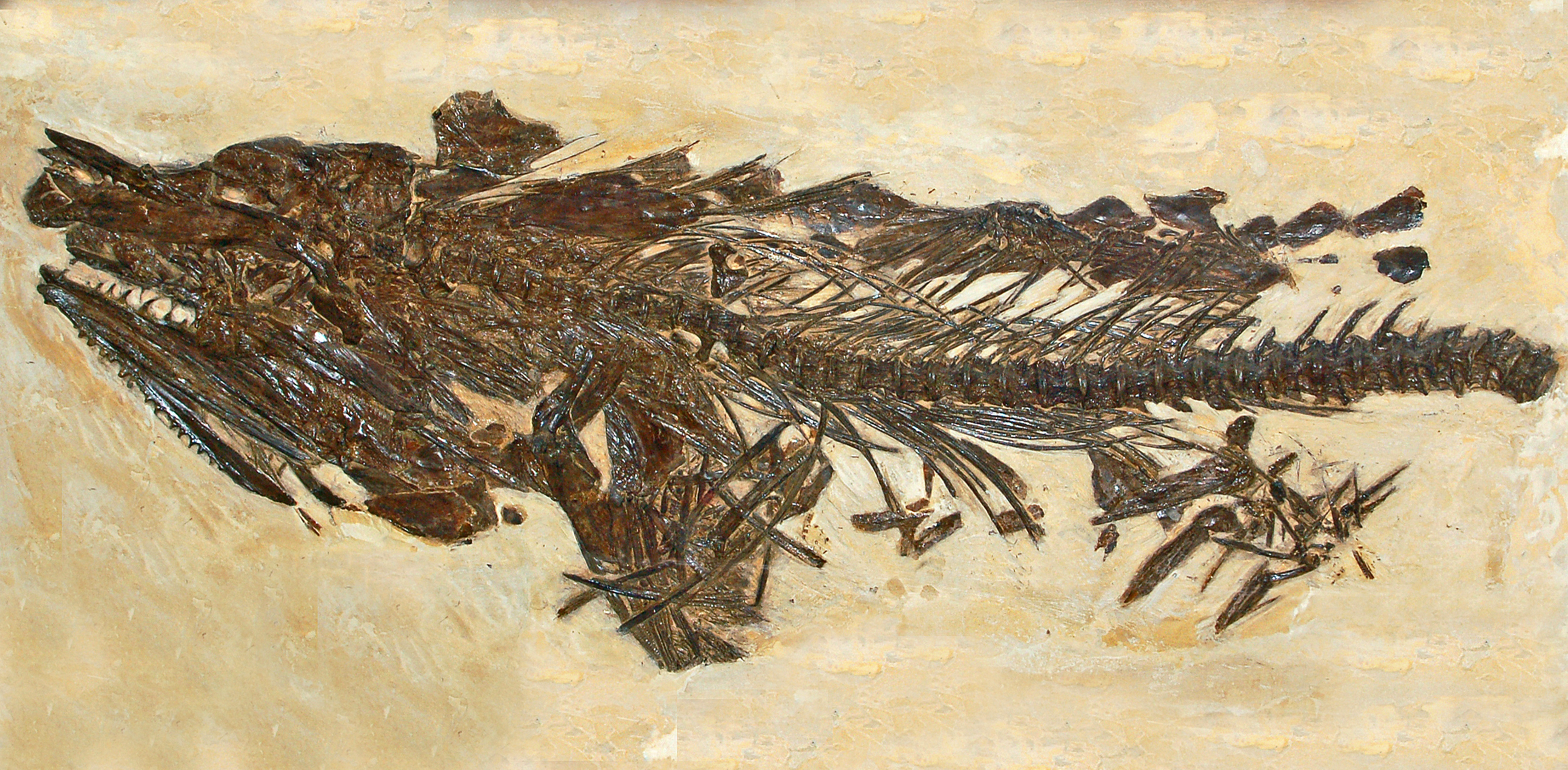
Cimolichthys en el Canadian Museum of Nature de Ottawa